# Aliki (Grèce)
Pour les articles homonymes, voir Aliki (homonymie).

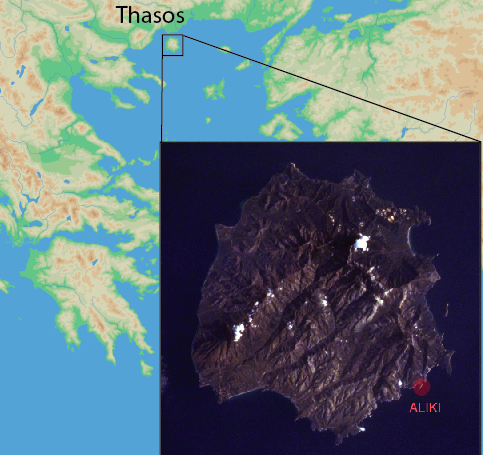
Localisation d'Aliki de Thasos

Plan des carrières de la péninsule d'Aliki

Aliki (en grec moderne : Αλυκή) est une presqu'île sur la côte sud de Thasos où se trouvent les principales carrières de marbre de l'île exploitées durant l'Antiquité, et abandonnées par la suite. Le toponyme, qui signifie littéralement « saline », rend compte du recouvrement par la mer des carrières abandonnées après le VIIe siècle, et de leur assimilation à une saline à l'époque moderne. Le nom antique du site n'est pas connu, bien qu'il ait associé à cette activité d'exploitation du marbre un petit sanctuaire à l'époque classique et une basilique double à l'époque paléochrétienne.

## Les principales carrières antiques de Thasos
Il existe trois groupes de carrières sur l'île de Thasos, sur l’Acropole de la cité thasienne, à Liménas, au cap Vathy plus au sud, et à Saliaria, et enfin, le plus important à Aliki. Une partie de ces carrières ont été détruites par l'exploitation moderne, qui a repris de façon intensive dans les dernières décennies du XXe siècle. Ces marbres présentent quelques différences, celui d’Aliki se caractérisant par un grain plutôt gros et une couleur variant du blanc au gris clair, avec parfois des veines bleuâtres qui le font confondre avec le marbre de Proconnèse. Ces particularités sont à l'origine de sa grande diffusion dans les secteurs où les effets décoratifs de ces veines étaient appréciés, à savoir pour les dallages, les placages, et les colonnes.

### Le marbre de Thasos matériau renommé

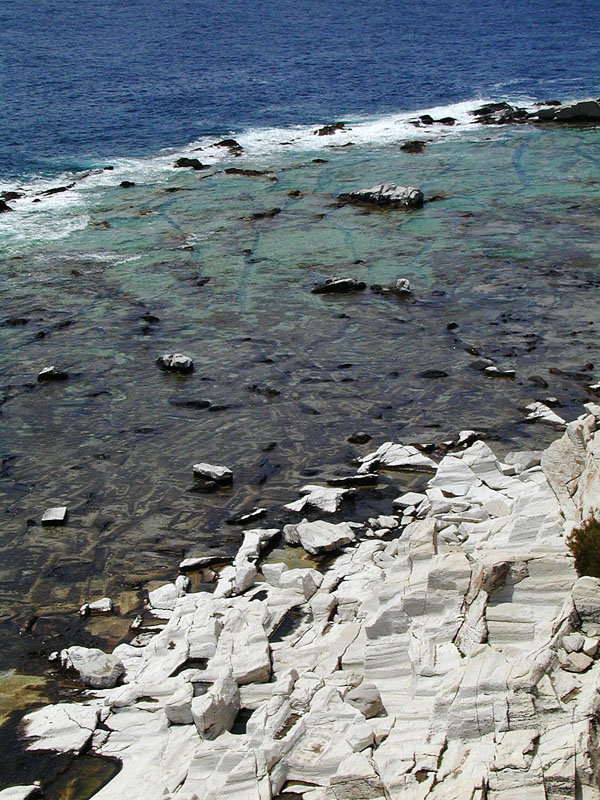
Carrières de marbre : l'extrémité sud-ouest de la presqu'île, arasée jusqu'au niveau de la mer

De nombreux témoignages littéraires confirment cet engouement pour le marbre de Thasos en général, et d'Aliki en particulier. Sénèque écrit ainsi dans une de ses Lettres à Lucilius (86, 6) :

« On se considère comme pauvre si le marbre de Thasos, autrefois une curiosité rare dans quelque temple, ne revêt nos piscines (...). »

Employé dans l'architecture, et mentionné à ce titre par Vitruve (X, 2, 15), il est prisé aussi pour la sculpture : le sarcophage de Néron comprend une balustrade en marbre thasien, matériau également utilisé pour le tombeau du frère de Caton à Ainos en Thrace. On le retrouve par exemple encore dans la statuaire à Athènes. Il fait partie des matériaux dont l'Édit du Maximum fixe le prix sous Dioclétien, et on le retrouve sur de nombreux sites dans l'Antiquité tardive, notamment en Thrace et en Macédoine.

### Les carrières
Le promontoire d’Aliki est un éperon de marbre exploité probablement dès le début de l'occupation de l'île, au VIIe siècle av. J.-C. L'exploitation du marbre y a été si intensive et prolongée dans le temps que toute l'extrémité sud de la presqu'île est arasée jusqu'au niveau de la mer, tandis que les flancs ouest et sud-ouest de la colline sont largement entamés. Au fur et à mesure de l'exploitation, les fronts de carrières ont ainsi progressé vers le nord et l'est, tandis que les déblais étaient rejetés vers le sommet.
Les carrières antiques se présentent comme une juxtaposition de différents chantiers possédant chacun ses parois, ses déblais et une voie d’évacuation des blocs. Il est plus difficile de circonscrire l’aire de travail des tailleurs qui dégrossissent les blocs après leur extraction : les blocs inachevés qui ont été retrouvés sur le site ne sont pas forcément localisés sur des aires de travail, car ils ont pu être abandonnés dès l’extraction ou durant l’évacuation.

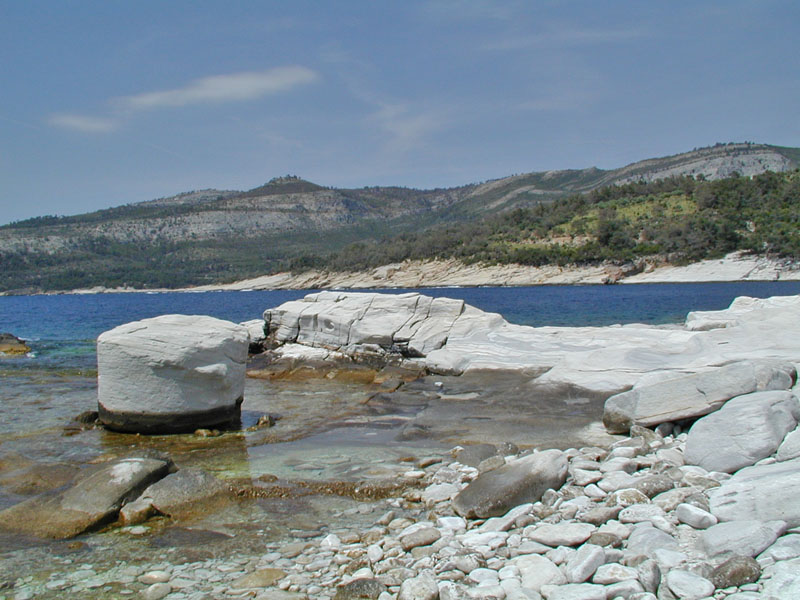
Carrières de marbre : bloc circulaire abandonné

Le niveau d’exploitation des carrières du bord de la mer devait être assez proche de celui de l’eau pour qu’on les dote de murets constitués de roches laissées en place et servant pour ainsi dire de brise-lames.
On distingue trois périodes d’ouverture des carrières, dont les mieux connues sont les plus tardives, datant de la période romaine et romaine tardive, tandis que les plus anciennes ont été détruites ou ensevelies par cette exploitation postérieure. Dans les carrières les plus tardives, la présence de graffiti chrétiens (croix incisées) fournit un indice de datation général fiable bien qu'imprécis.
Le dégagement des blocs de marbre se fait au moyen de coins en métal ou en bois reposant sur le principe de l’éclatement de la roche. Les carriers provoquent également cet éclatement en perçant à la pointe du pic des séries de trous sur la ligne de fracture souhaitée. L'examen des cavités montre que les carriers ont su utiliser le caractère spécifique de la roche d’Aliki : les fréquentes diaclases qui traversent les marbres servent en effet à délimiter les chantiers dont elles forment les murets de séparation. Ces diaclases déterminent aussi la spécialisation des carrières : leur fréquence et leur direction favorisent l’extraction de colonnes ou de blocs. L’inclinaison des parois était aussi utilisée de manière à faciliter le dégagement : la roche est attaquée du côté où les blocs pèsent de leur poids, et se détachent ainsi plus facilement. Enfin la stratification du marbre joue aussi un rôle dans la spécialisation des carrières : la nature de la roche dans un chantier donné détermine l'épaisseur des blocs qui en sont extraits, et le type de bloc qui est donc privilégié.

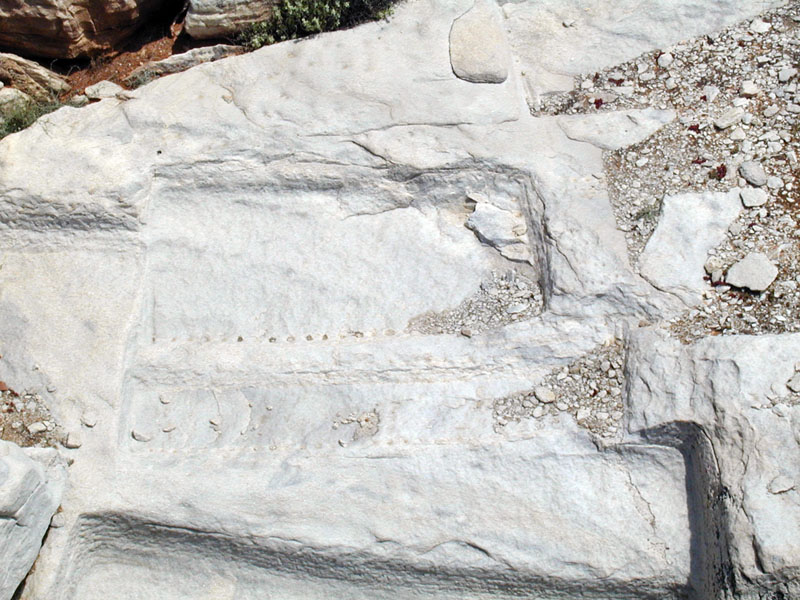
Carrières de marbre : traces d'extraction

Une fois découpé, le bloc de marbre peut être dégrossi voire grossièrement sculpté avant d'être exporté. La production locale comprend des fûts de colonnes, des chapiteaux, des cuves de sarcophages, mais aussi des blocs qui ne sont pas débités sur place, destinés à fournir des plaques de revêtement mural ou de pavement.
La topographie des carrières, toutes situées sur le pourtour de la presqu'île, ne rend possible qu'une forme de transport, par mer : les navires accostent directement au pied des carrières, dans des aires d'embarquement suffisamment spacieuses pour permettre l'installation de la machinerie (grues) nécessaire au déplacement des blocs. De nombreux trous, glissières ou anneaux d'amarrage sont encore visibles, et permettent de reconstituer ces installations (voir les points d'embarquement sur le plan ci-contre).
La fin de l'exploitation antique des carrières intervient selon toute probabilité au cours du VIIe siècle et correspond à la crise militaire, économique et démographique qui frappe l'Empire byzantin à cette période. Elle est suivie du recouvrement par la mer, dont le niveau remonte à une époque indéterminée, des carrières les plus basses et des embarcadères.

## Le sanctuaire d'Apollon

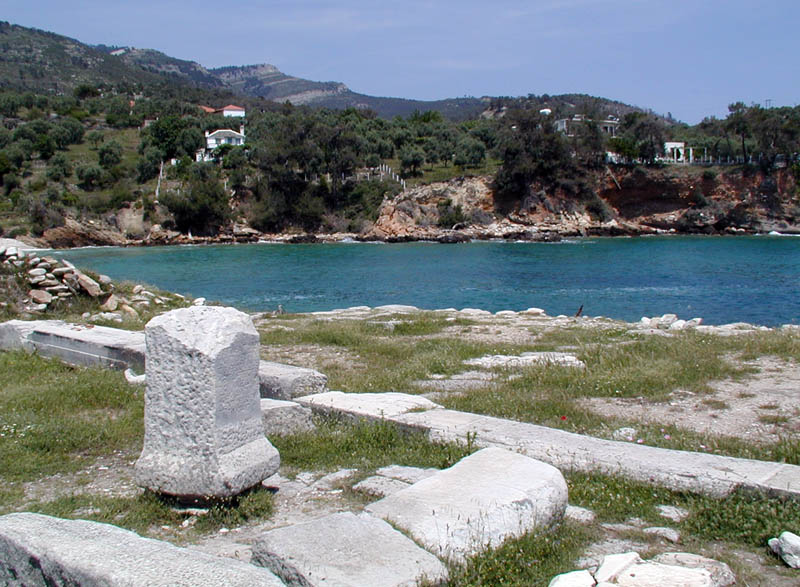
Sanctuaire d'Apollon

Les ouvriers des carrières résidaient vraisemblablement dans une petite agglomération qui devait occuper l'isthme de la presqu'île. Rien n'en est visible, à part un grand sarcophage romain : cette zone du site n'a jamais fait l'objet de fouilles archéologiques. Mais au nord-est de ce village, se trouve un petit sanctuaire dont l'établissement remonte à la colonisation de l'île par les Pariens au début du VIIe siècle av. J.-C., et qui a été, lui, en partie dégagé (voir carte n° 1). Il pourrait s'agir du sanctuaire civique d'Apollon Archégète, divinité tutélaire de la colonisation de l'île par les Pariens, auquel cas, il pourrait même marquer le lieu de leur débarquement originel.
La partie du complexe visible se présente sous la forme de deux édifices de plan similaire, aménagés sur une terrasse en bordure de la baie nord-est : de plan presque carré, chaque bâtiment comprend un porche à colonnade, en arrière duquel se trouvent deux pièces, dont l'une comporte un foyer rituel (eschara). Il ne s'agit pas de temples, mais de salles destinées à accueillir les fidèles pour les banquets qui suivaient les sacrifices.

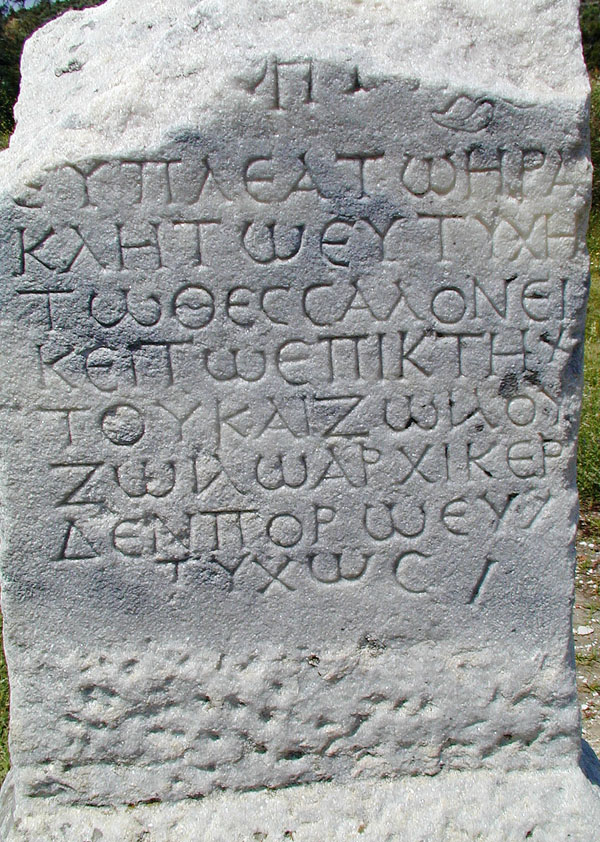
Inscription votive du sanctuaire : vœu de bonne navigation pour lHéraclès de Thessalonique

L'édifice nord (16 × 16,50 m) est le plus ancien : dans son premier état, d'ordre ionique, il date du dernier quart du VIe siècle av. J.-C., tandis que le deuxième état, à colonnade dorique date des années 470–465 av. J.-C. Cet édifice est venu remplacer une construction plus ancienne mal connue mais datée de la fin du VIIe siècle av. J.-C.
L'édifice sud, plus petit (11,60 × 13 m), est le plus ancien édifice dorique de Thasos et date d'environ 500 av. J.-C.
De nombreuses inscriptions ont été découvertes dans les vestiges du sanctuaire, qui permettent d'en préciser la fonction. On y trouve en effet de nombreux vœux de bonne navigation (euploia) laissés par les armateurs ou les marins pour les navires venus prendre livraison du marbre dans les carrières voisines. Ces navires portent les noms de divinités (Héraclès — voir la photographie ci-contre — Sarapis, Poséidon, Artémis ou encore Asclépios) et leurs ports d'attache fournissent d'utiles indications sur la structure du commerce du marbre : Thessalonique, Assos, Mytilène, la Troade. L'une de ces inscriptions votives est adressée aux « Dieux sauveurs », c'est-à-dire aux Dioscures, divinités protectrices des marins.
Sur les pentes surplombant le sanctuaire, au sud-est, se trouvent par ailleurs deux grottes cultuelles, dont l'une est identifiée par une inscription comme étant dédiée à Apollon. L'une des deux grottes est située à proximité immédiate de l'angle sud-est des deux édifices dégagés, tandis que la seconde, plus profonde (plus de 20 m) est au nord de la basilique paléochrétienne. C'est elle qui a fourni le plus de matériel (ex-voto, céramique et figurines), daté pour l'essentiel de la période archaïque, mais s'étendant jusqu'à l'époque romaine.

## La basilique double

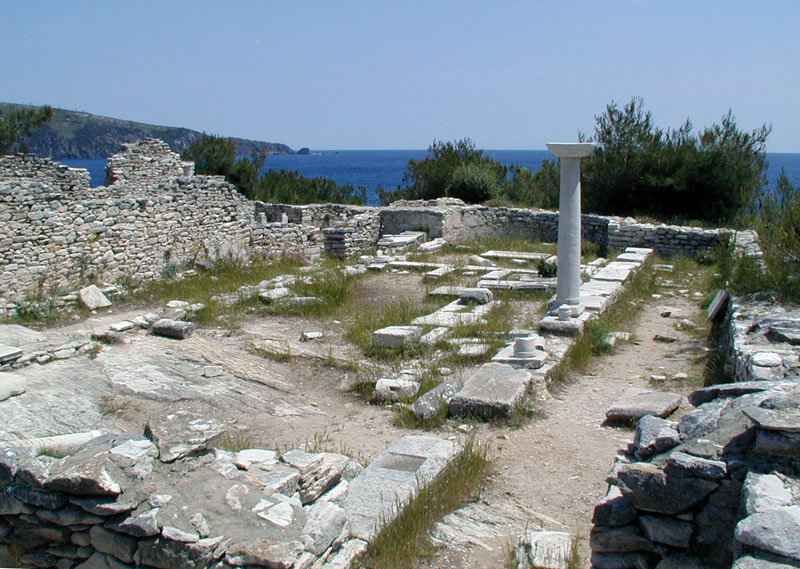
Basilique paléochrétienne

L'abandon de l'ensemble cultuel païen intervient probablement au IIIe siècle. Lui succède, à peu de distance au sud-est, au sommet de la colline, un complexe chrétien constitué de deux églises de plan basilical accolées, formant une basilique double (voir carte n° 2), selon un dispositif assez fréquent à l'époque paléochrétienne.
La basilique sud est la plus ancienne et remonte au premier quart du Ve siècle : c'est une basilique à trois nefs, dotée d'une abside semi-circulaire. Le sanctuaire est clos par un chancel en pi avec la solea ouvrant sur la nef centrale, où la présence de l'ambon, à deux escaliers droits affrontés, confirme la prééminence de cette basilique dans l'ensemble. Les colonnades séparant les nefs étaient d'ordre ionique. Elles supportaient une galerie, où, dans un second état de l'édifice, prenaient place les femmes, via un escalier situé sur le côté sud du narthex, construit dans cette même phase.
La basilique nord a pris la place d'une chapelle plus ancienne qui était sans doute contemporaine de l'église sud. Elle date des années 500. Il s'agit là encore d'une basilique à trois nefs, d'aménagement comparable à la basilique sud, mais qui possède en outre, à l'ouest, un atrium, et deux annexes liturgiques dont un baptistère pourvu d'une cuve circulaire.
L'ensemble fut rénové et agrandi sous le règne de Justinien, et abandonné, en même temps que les carrières et l'agglomération dont il servait d'édifice de culte, au VIIe siècle.

## Exploration archéologique
Les premières observations sur le sanctuaire d'Aliki sont le fait de G. Perrot, en 1856 : il les publie dans son Mémoire de l'île de Thasos, en 1864. A. Conze s'intéresse pour sa part aux carrières deux ans plus tard, en 1858. Les premières fouilles sont effectuées par Th. Bent en 1886-1887 qui dégage une partie du sanctuaire et collecte les inscriptions. C'est ensuite une série de missions de l'École française d'Athènes qui sont consacrées à l'exploration méthodique de la presqu'île. A. Laumonier et Y. Béquignon reprennent une première fois la fouille du sanctuaire en 1924, avant que J. Servais et P. Bernard ne la mènent à terme de 1961 à 1964. À partir de 1970, J.-P. Sodini entreprend l'étude de la basilique double et le relevé systématique des carrières de marbre, avec l'aide de l'architecte T. Koželj.